# 루이스 시드 페레스
루이스 시드 페레스(스페인어: Luis Cid Pérez, 1929년 12월 9일, 갈리시아 주 아야리스 ~ 2018년 2월 13일, 갈리시아 주 아야리스)는 스페인의 전 축구 감독으로, 스포르팅 히혼, 사라고사, 세비야, 베티스, 아틀레티코 마드리드, 그리고 피게레스 등의 다수 구단을 지휘했다.